# ASA Târgu Mureș (1962)
Pour le club actuel, voir ASA Târgu Mureș.
L’ASA Târgu Mureș (Asociația Sportivă a Armatei Târgu-Mureș) est un club roumain de football fondé en 1962 et disparu en 2005. Il est basé à Târgu Mureș.

## Histoire
Sa meilleure performance est une deuxième place dans le championnat roumain, acquise lors de la saison 1974-1975.
Il participe à 3 campagnes de Coupe d'UEFA, mais il est éliminé au 1er tour à chacune des 3 occasions : en 1975-1976 par le Dynamo Dresde, en 1976-1977 par le Dinamo Zagreb et enfin en 1977-1978 par l'AEK Athènes. L'équipe obtient de meilleurs résultats dans la Coupe des Balkans lors de la saison 1972-1973, où elle a atteint la finale, perdue contre le Lokomotiv Sofia.
Après la chute du régime communiste en 1989, l'équipe lutte de nombreuses années entre les premières et deuxièmes divisions du championnat roumain mais, tragiquement pour les supporters, se voit relégué en troisième division lors de l'année 2002.
Faute d'intérêt des autorités locales pour le football, le club est une nouvelle fois relégué et se voit même délocalisé dans une ville voisine. En dépit d'avoir un centre de formation relativement bien structuré, le club est forcé de vendre ses talents les plus prometteurs afin d'éviter une fermeture définitive. Cela reste toutefois insuffisant et le club disparait en 2007. Un nouveau club voit le jour l'année suivante : le Trans-Sil Târgu Mureș.
Le joueur le plus célèbre à avoir porté le maillot rouge-bleu du club est László Bölöni, joueur de renommée internationale, puis entraîneur notamment des équipes de Nancy, du Stade Rennais, de Monaco, du Standard de Liège et du Sporting de Lisbonne.

### Dates clés
- 1962 : fondation du club
- 1973 : le club atteint la finale de la Coupe des Balkans, perdue contre le Lokomotiv Sofia
- 1975 : le club est vice-champion de Roumanie derrière le Dinamo Bucarest
- 2005 : disparition du club

## Palmarès
- Championnat de Roumanie
  - Vice-champion : 1975

- Championnat de Roumanie D2
  - Champion : 1967, 1971, 1987, 1991

- Championnat de Roumanie D3
  - Champion : 2005

- Coupe des Balkans
  - Finaliste : 1973

## Anciens joueurs
- Dumitru Dumitriu
- László Bölöni
- Ioan Sabău